# 989 Schwassmannia
989 Schwassmannia, asteroid glavnog pojasa. Otkrio ga je Friedrich Schwassmann, 18. studenog 1922.

## Vanjske poveznice
- Minor Planet Center